# UFC 43
UFC 43: Meltdown foi um evento de artes marciais mistas promovido pelo Ultimate Fighting Championship, ocorrido em 6 de junho de 2003 no Thomas and Mack Center em Paradise, Nevada. O evento foi transmitido ao vivo no pay-per-view, e mais tarde lançado em DVD.

## Background
A principal atração do evento foi a disputa pelo Cinturão Interino Meio Pesado do UFC entre os até então futuros Hall da Fama do UFC Randy Couture e Chuck Liddell.
Ken Shamrock era esperado para enfrentar Ian Freeman no evento, mas foi obrigado a se retirar devido a uma lesão. Foi substituído por Vernon White.

## Resultados
Nota 1 Pelo Cinturão Meio-Pesado Interino do UFC.